# Gymnanthes glandulosa
Gymnanthes glandulosa är en törelväxtart som först beskrevs av Olof Swartz, och fick sitt nu gällande namn av Johannes Müller Argoviensis. Gymnanthes glandulosa ingår i släktet Gymnanthes och familjen törelväxter. IUCN kategoriserar arten globalt som sårbar. Inga underarter finns listade i Catalogue of Life.